# Irene Morgan
Pour les articles homonymes, voir Morgan.
Irene Amos Morgan (connue également sous le nom de Irene Morgan Kirkaldy), est une personnalité afro-américaine des États-Unis née le 9 avril 1917 et morte le 10 août 2007 à Gloucester, Virginie. Elle est connue pour avoir refusé de céder son siège à un blanc dans un bus Greyhound  le 16 juillet 1944, à l'instar de Rosa Parks onze ans plus tard. À l'âge de 27 ans, elle est arrêtée et jetée en prison.

## Biographie

### Jeunesse et formation
Irene Morgan est née le 9 avril 1917, à Baltimore dans le Maryland, elle est la fille de Robert et Ethel Amos.

### L'arrestation, l'incarcération, le procès
Le 16 juillet 1944,, Irène, vivant dans le comté de Gloucester (Virginie), elle était souffrante quand un dimanche soir, elle embarqua dans le bus pour Baltimore, où elle devait voir un médecin. Elle s'assit à quatre rangs de l'arrière du bus, dans la section réservée aux Noirs. Quand un couple blanc entra et chercha deux places, le conducteur demanda à Mme Morgan de se déplacer vers l'arrière, ce qu'elle refusa. Le bus stoppa dans le comté de Middlesex et le chauffeur demanda au shérif d'arrêter Irene Morgan. Elle déchira l'amende, repoussa le shérif et se battit avec l'agent de la compagnie des transports. Finalement, elle fut arrêtée pour avoir résisté et violé les lois ségrégationnistes. 
Devant la Cour, elle plaida coupable de la première charge et fut condamnée à 100 $ d'amende, et non coupable de la seconde, pour laquelle elle fut néanmoins condamnée à 10 $ d'amende. Ses avocats firent appel de la seconde condamnation jusqu'à se retrouver devant la Cour suprême des États-Unis, sous le titre Irene Morgan v. Commonwealth of Virginia (en), en 1946, la Cour rend son arrêt où elle donne raison à Irene Morgan, car le bus traversant des états aux lois différentes, seules les lois fédérales comptaient et qu'il était impossible de satisfaire aux lois ségrégationniste de la Virginie, car ce serait alors une entrave à la liberté de déplacement et aux entreprises de transport,,,. Cette victoire casse le précédent arrêt Hall v. DeCuir de 1877, qui sur un cas semblable la Cour suprême avait arrêté qu'à partir du moment où une compagnie de transport en commun ouvre le même service à ses clients blancs comme de couleur mais dans des compartiments, des cabines, des places séparées, cela est conforme à la Constitution, arrêt qui avait jeté les bases légales des lois Jim Crow,,. Cette décision même si elle ne concerne que les transports inter-états est une brèche quant à la légitimité constitutionnelle des lois ségrégationnistes et devient un modèle de lutte dont l'aboutissement sera l'arrêt Browder v. Gayle consécutif au refus de Rosa Parks à changer de place.
Elle était défendue par Thurgood Marshall, du comité directeur du NAACP, qui devint plus tard lui-même le premier juge afro-américain siégeant à la Cour suprême.  
« S'il vous arrive une chose injuste, la meilleure chose à faire pour la corriger est la meilleure chose que vous puissiez faire » dit Irene Morgan. « La meilleure chose pour moi était de me tourner vers la Cour suprême. ».
Le cas d'Irene Morgan fut une source d'inspiration pour les premiers Freedom rides, durant lesquelles seize activistes des droits civiques empruntèrent des bus et des trains inter-états pour défier la résistance des États à l'arrêt de la Cour. Les seize étaient des membres noirs et blancs du CORE (Congress of Racial Equality) et du FOR (Fellowship of Reconciliation). Les expéditions étaient appelées Journey of Reconciliation (voyage de la réconciliation). Ils durèrent deux semaines et se soldèrent par douze arrestations.

### Vie privée
Irène décède chez elle à Hayes, Virginia (en) des suites de la maladie d'Alzheimer.

### L'héritage
« Quand quelque chose est anormal, c'est anormal. Il faut la corriger » dira Morgan des années plus tard. Son histoire est rentrée dans les livres d'histoire, puis fut éclipsée par celle de Rosa Parks, dont l'action juridique fut dirigée directement contre les lois ségrégationnistes et le mouvement populaire plus impressionnant. Irene Morgan reçut à partir de la fin du XXe siècle de nombreux honneurs. En 2000, elle fut honorée par le comté de Gloucester lors de son 350e anniversaire. En 2001, le président Bill Clinton lui décerna la médaille présidentielle des citoyens (Presidential Citizen Medal),.